# Kyrkoarkiv

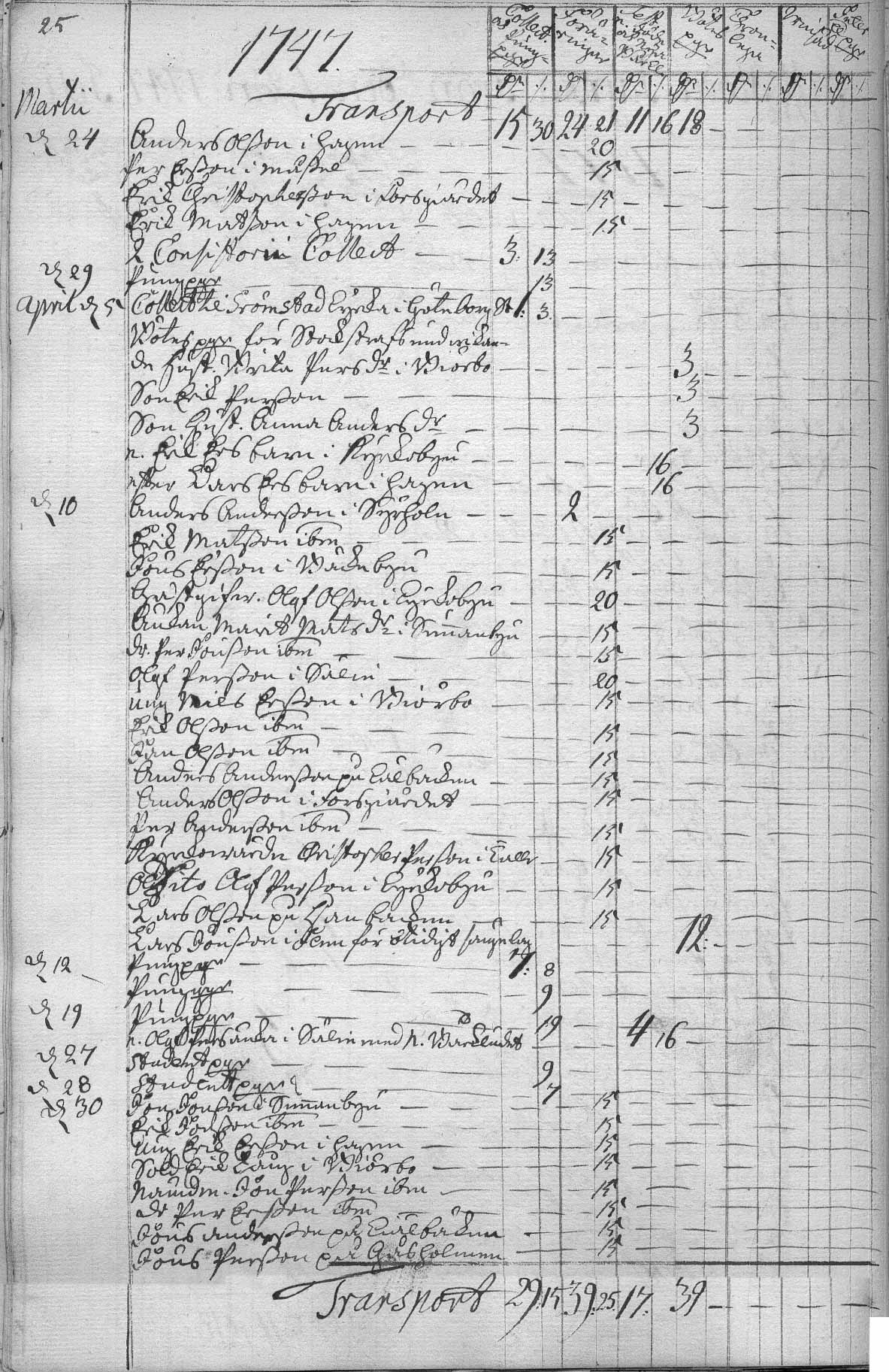
Sida ur inkomstspecialräkenskapsboken för Floda kyrka i Dalarna 1747

Kyrkoarkiv kan i Sverige dels avse själva förvaringsrummet för arkivhandlingar i Svenska kyrkans församlingar, dels den samling handlingar som förtecknats och som alstrats av den kyrkliga förvaltningen. Kyrkoarkiven innehåller ofta handlingar i större mängd från 1600-tal och framåt, men enstaka ännu äldre handlingar kan förekomma. Man brukar dela upp kyrkoarkiven i två delar. Den första delen utgörs av ministerialböcker eller kyrkböcker. Den andra av "övriga handlingar". När folkbokföringen 1 juli 1991 övertogs av lokala Skattemyndigheten, avslutades de gamla ministerialböckerna och nya upprättades (oftast datoriserade), men nu endast för Svenska kyrkans egna medlemmar. Kyrkböckerna levererades därefter till respektive Landsarkiv. Övriga handlingar, såsom protokoll, ekonomisk bokföring, juridiska handlingar, dokumentation av kyrkliga fastigheter och byggnader med mera, fortsatte att föras fram till 31 december 1999, då hela kyrkoarkivet avslutades (utom beträffande begravningsväsendet på de orter där detta också fortsättningsvis handhas av Svenska kyrkan, d.v.s i hela Sverige utom Stockholm och Tranås), varefter också dessa delar levererats. Från och med 1 januari 2000 måste Svenska kyrkans församlingar och samfälligheter föra helt nya arkiv. 
I Landsarkiven är det inlevererade kyrkoarkiven uppställda på samma sätt som de var lokalt. Varje kyrkoarkiv är alltså bevarat intakt. Endast lokaliseringen har ändrats. 
Ministerialbokserierna, som förtecknas under littera A-F, redovisas i artikeln "Kyrkbok". Övriga littera är:
- G Befintliga längder, såsom avlösningslängder, straffjournaler, redogörelser över folkmängd, diarium m.m

- H Bilagor och kungörelser (flyttbevis)

- I Skrivelser från Kungl. Maj:t, länsstyrelser, domkapitel

- J Övriga handlingar (kungörelselistor m. m.)

- K Protokoll och handlingar (sockenstämma, kyrkostämma, kyrkoråd, kyrkofullmäktige, skolråd, skolstämma, barnavårdsnämnd, fattigvårdsnämnd - de senare fram till kommunalreformen)

- L Räkenskaper för kyrka, fattigvård, skola m.m. (specialräkenskaps- och generalräkenskapsböcker)

- M Handlingar rörande prästval

- N Visitationsprotokoll (General- och specialvisitation), ämbetsberättelser, inventarieförteckning och arkivförteckningar.

- O Övriga handlingar angående kyrka (bänkdelningslängder, ritningar m.m), kyrkogård, prästgård, donationer m.m.

- P Övriga handlingar och handskrifter. (till exempel handlingar rörande sockengränser och liknande)